# Stanislav Cherchesov
Stanislav Salamovich Cherchesov - em russo, Станислав Саламович Черчесов (Alagir, 2 de setembro de 1963) é um ex-futebolista e treinador de futebol russo de etnia osseta, em cuja língua seu nome é Черчесты Саламы фырт Станислав (Ĉerĉesty Salamy fyrt Stanislav). Atualmente comanda a seleção do Cazaquistão.

## Carreira de futebolista

### Início
Mais conhecido por seu nome russificado, Cherchesov começou a jogar futebol no Spartak Alagir e se profissionalizou em 1982, no Spartak Ordzhonikidze, da capital da então RSS Autônoma da Ossétia do Norte. Lá, ele ficou de 1982 a 1983.

### Estadia em Moscou
Começou a ganhar popularidade quando jogou no Spartak Moscou. Ele teve quatro passagens pelo time vermelho e branco da capital: entre 1984 e 1987, sendo reserva de Rinat Dasayev (disputou 13 jogos no período), de 1989 a 1993 (121 partidas), uma rápida passagem em 1995 (8 partidas) e voltando pela terceira vez em 2002, para encerrar a carreira (7 jogos). Também jogou pelo Lokomotiv Moscou em 1988 (30 partidas). Ganhou dois campeonatos soviéticos (em 1987 e 1989) e os dois primeiros campeonatos russos (em 1992 e 1993), todos com o Spartak. Foi ainda eleito o melhor goleiro do Campeonato Soviético em 1989 e 1990, e repetiu a conquista em 1992, com a Rússia já independente.

### Alemanha e Áustria
Em 1993, Cherchesov assinou com o Dynamo Dresden, saindo em 1995, com 57 partidas disputadas, e em 1996, foi contratado pelo Tirol Innsbruck, clube por qual defendeu até 2002, atuando em 182 jogos e conquistando 3 Bundesligas Austríacas, nos seus três últimos anos como jogador, além de ter sido vice-campeão de uma Copa, em 2001, e duas Supercopas (2000 e 2001).

### Seleção Russa
Estreou pela seleção da Rússia em 1992, já tendo jogado pela CEI e União Soviética, pela qual estreara em 1990, mas não fora convocado para a Copa da Itália, realizada naquele ano. Juntando todos os jogos por 3 seleções nacionais (URSS, CEI e Rússia), fez ao todo 49 partidas (oito pela União Soviética, duas pela CEI e 39 pela Rússia).
Convocado para as Copas de 1994 e 2002), foi reserva de Dmitriy Kharin nos EUA, tendo disputado apenas um jogo, contra Camarões (única partida dele em Copas) e na última, foi novamente segunda alternativa ao gol, desta vez sendo reserva imediato de Ruslan Niğmätullin. Cherchesov disputou ainda duas Eurocopas (1992, pela CEI, e 1996, pela Rússia, novamente como suplente de Kharine). Sua última partida como titular foi na derrota por 4 a 1 para Israel, em fevereiro de 2000.

## Carreira de técnico

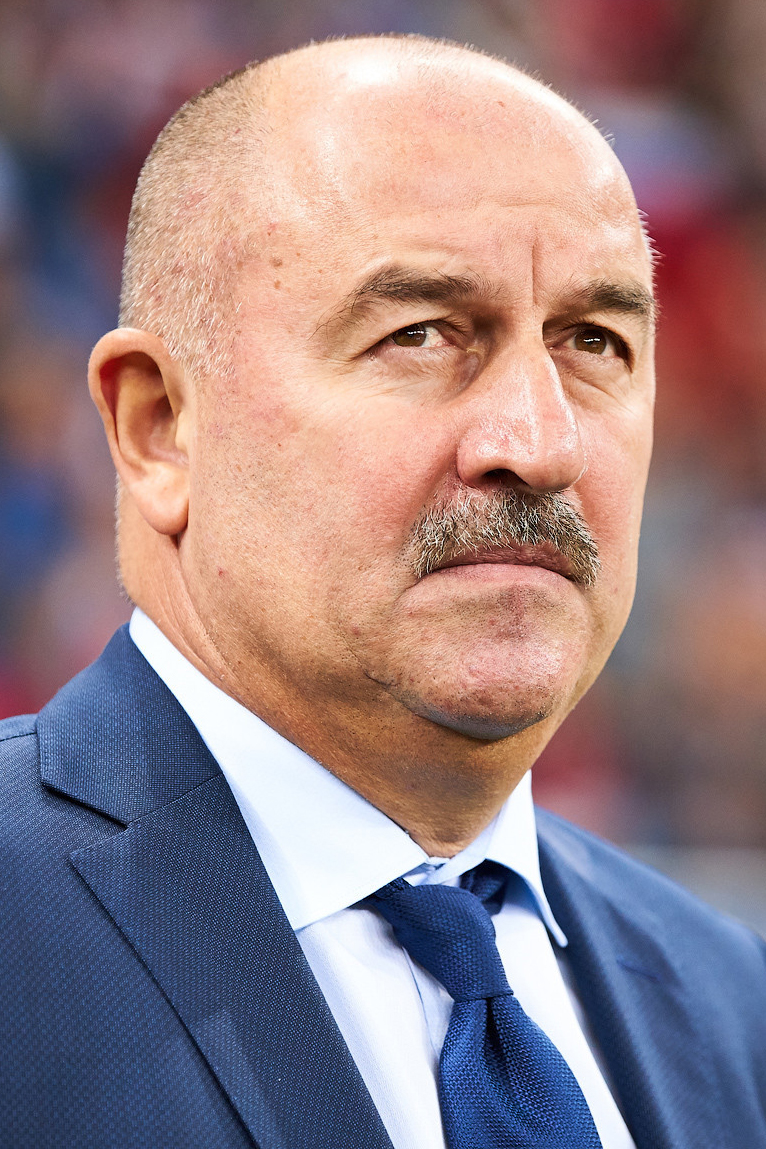
Cherchesov na Copa de 2018.

Depois de encerrar sua carreira de jogador, Cherchesov iniciou as funções como técnico em 2004, comandando o Kufstein e posteriormente o Wacker Tirol, ambos da Áustria. Em 2006, retorna ao Spartak Moscou como diretor-esportivo e em junho do ano seguinte é escolhido como novo técnico do time, sucedendo Vladimir Fedotov. Após maus resultados no campeonato russo de 2008 (incluindo seu polêmico pedido para dispensar Yegor Titov e Maksym Kalynychenko, dois símbolos da equipe) e a goleada por 4 a 1 na partida contra o Dínamo de Kiev, pela terceira fase eliminatória da Liga dos Campeões da Europa de 2008-09, o ex-goleiro perdeu o emprego, dando lugar a seu ex-colega de seleção Igor Ledyakhov.
Após três anos sem dirigir uma equipe, Cherchesov voltou à ativa em dezembro de 2010, ao ser contratado pelo emergente Zhemchuzhina-Sochi, onde permaneceria durante um ano. Teve ainda uma passagem de duas temporadas no comando do Terek Grozny (atual Akhmat Grozny) até junho de 2013, quando foi confirmado como novo treinador do Amkar Perm, no lugar de Rustem Khuzin. comandou o Dínamo de Moscou, substituindo o romeno Dan Petrescu e durante uma temporada, o Legia Varsóvia, onde permaneceu até junho de 2016. Em agosto do mesmo ano, foi o escolhido para ser o novo comandante da Seleção Russa de Futebol, no lugar de Leonid Slutsky, que deixara o cargo após a campanha na Eurocopa de 2016.
Como técnico da seleção russa, chegou a ser comparado com Felipão no Brasil. Comandou a Rússia na Copa do Mundo FIFA de 2018, disputada em casa. A seleção russa estava desacreditada antes do torneio começar, mas realizou sua melhor participação em Copas do Mundo após o fim da União Soviética, alcançando as Quartas-de-Final.  Durante a campanha, a Rússia surpreendeu ao eliminar a Espanha, campeã em 2010 e uma das favoritas ao título em 2018.  Cherchesov foi um dos grandes destaques da Copa do Mundo. Após a boa campanha, o treinador renovou o contrato por mais dois anos, mantendo-se como técnico da seleção russa. Também recebeu uma indicação ao prêmio da FIFA de melhor técnico da temporada 2017/2018.
Após a eliminação da Rússia na primeira fase da Eurocopa de 2020, Cherchesov foi demitido da seleção em 8 de julho de 2021. Ao todo, comandou a Rússia por 57 jogos, com 25 vitórias, 21 derrotas e 11 empates.. Em dezembro, foi anunciado como novo técnico do Ferencváros, vencendo 2 edições do Campeonato Húngaro e uma Copa da Hungria.
Em junho de 2024, assumiu a seleção do Cazaquistão, causando polêmica ao não responder perguntas feitas por um jornalista na língua nacional. Dias depois, Cherchesov decidiu cursar o idioma e afirmou que planejava ser fluente em cazaque até o final do ano.

## Títulos

### Como jogador
Spartak Moscou
- Campeonato Soviético: 1987, 1989
- Copa da União Soviética: 1992
- Campeonato Russo: 1992, 1993

Tirol Innsbruck
- Bundesliga Austríaca: 1999–2000, 2000–01, 2001–02

Individual
- Melhor goleiro do Campeonato Soviético: 1989, 1990
- Melhor goleiro do Campeonato Russo: 1992

### Como treinador
Legia Varsóvia
- Ekstraklasa: 2015–16
- Copa da Polônia: 2015–16

Ferencváros
- Campeonato Húngaro: 2021–22, 2022–23
- Copa da Hungria: 2021–22